# Nicolosi

Ubicació de Nicolosi dins la província

Nicolosi (sicilià Niculusi) és un municipi italià, dins de la ciutat metropolitana de Catània. L'any 2007 tenia 6.959 habitants. Limita amb els municipis d'Adrano, Belpasso, Biancavilla, Bronte, Castiglione di Sicilia, Maletto, Mascalucia, Pedara, Randazzo, Sant'Alfio, Zafferana Etnea.

## Administració
| Període | Identitat      | Partit        |
| ------- | -------------- | ------------- |
| 2008-   | Antonino Borzì | la Margherita |